# Демонасса
Демонасса (др.-греч. Δημώνασσα) — героиня греческой мифологии из аргосского цикла, дочь Амфиарая, жена царя Фив Терсандра и мать Тисамена. Античные художники изображали её ребёнком в момент прощания с отцом.

## В мифологии
Демонасса принадлежала к династии Меламподов, правившей в Аргосе. Она была дочерью царя Амфиарая и его жены Эрифилы, сестрой Алкмеона и Амфилоха. Отец выдал Демонассу за царя Фив Терсандра, которому она родила сына Тисамена. Псевдо-Гигин назвал Демонассу (явно ошибочно) матерью Эгиалея, сына Адраста — ещё одного царя Аргоса.

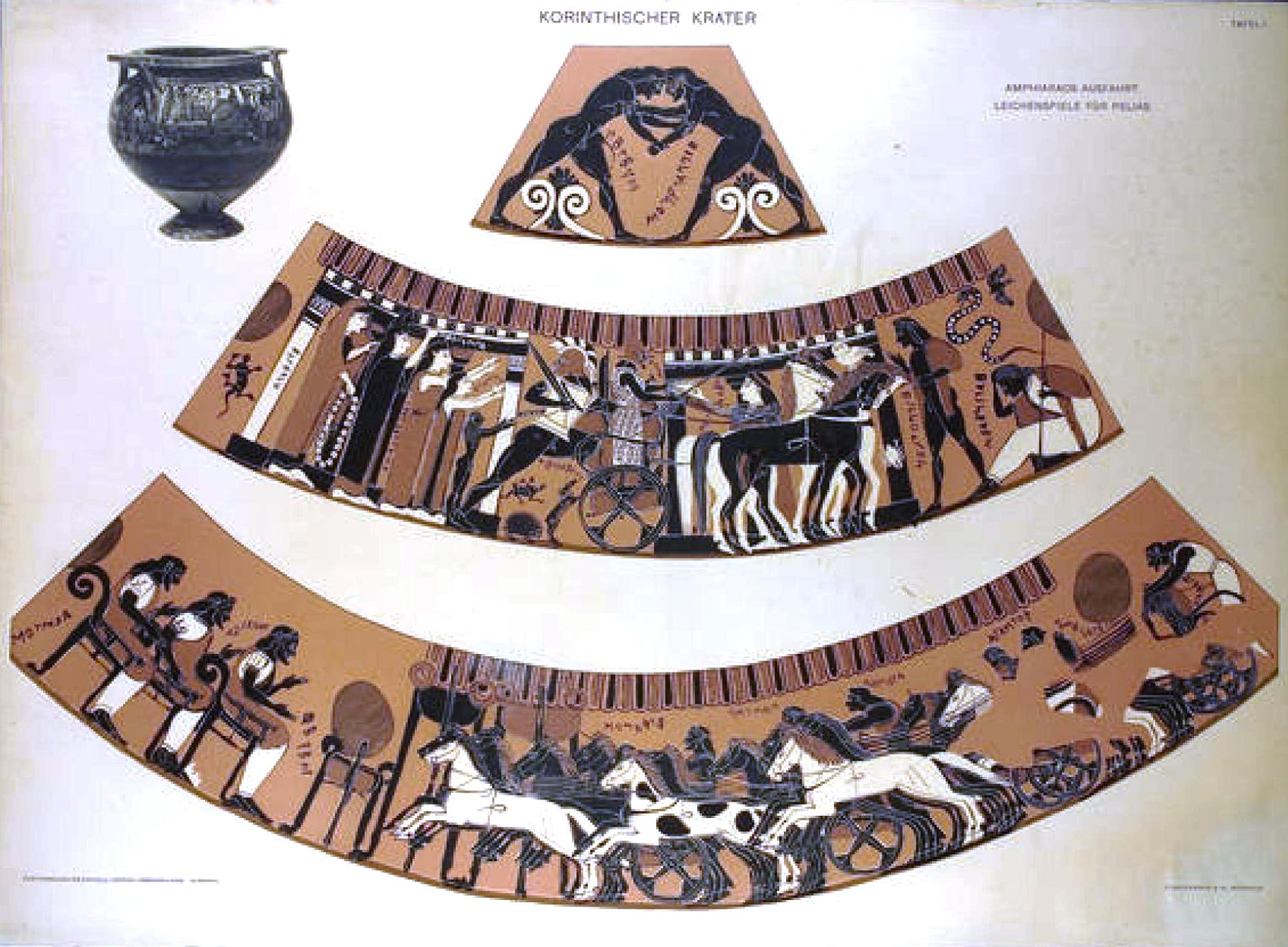
Коринфский кратер из Берлинского музея. На центральной полосе изображено прощание Амфиарая с семьёй, в том числе с Демонассой

Античные художники часто изображали Демонассу как маленькую девочку, второстепенного персонажа, присутствующего при прощании родителей. На этих изображениях Эрифила провожает Амфиарая в поход на Фивы, из которого ему не суждено вернуться. Именно эта сцена была на коринфском кратере, хранившемся в Берлинском музее, а ныне утраченном; её описывает географ II века н. э. Павсаний, видевший в олимпийском храме Зевса ларец Кипсела с соответствующими изображениями из золота, слоновой кости и кедра. Художник изобразил Эрифилу и детей стоящими перед домом, в то время как Амфиарай, стоя в колеснице, уезжает. Предположительно этот сюжет восходит к фиванскому эпосу.